# 삼어초등학교
삼어초등학교는 대한민국 부산광역시 해운대구에 있는 공립 초등학교이다.

## 학교 연혁
- 2006년 5월 1일: 개교
- ai 연구 학교이다. 전자칠판과 태블릿 크롬북을 학생에게 1년동안 쓸것을 나눠준다

## 참고 자료
- 삼어초등학교 - 한국교육학술정보원 학교알리미